# Čimigin
Čimigin, neboli čimigi, čikiči (rusky чимигин, чимиги, чикичи) 
je tradiční aleutské jídlo oblíbené zejména na Komandorských ostrovech. Jedná se o mořské plže, sdružující se na kamenech na mořském pobřeží, mlže a také korýše, kteří se vaří v ulitách ve vodě 3-5 minut a poté se jehlou vyjmou ze své ulity. 